# Episodi de Il simbolo perduto
La prima e unica stagione della serie televisiva Il simbolo perduto (The Lost Symbol), composta da 10 episodi, è stata distribuita sulla piattaforma streaming on demand Peacock dal 16 settembre al 18 novembre 2021.
In Italia, la stagione è stata trasmessa in prima visione sul canale satellitare Sky Serie dall'8 novembre al 6 dicembre 2021.
| nº | Titolo                | Pubblicazione USA | Prima TV Italia  |
| -- | --------------------- | ----------------- | ---------------- |
| 1  | As Above, So Below    | 16 settembre 2021 | 8 novembre 2021  |
| 2  | The Araf              | 23 settembre 2021 | 8 novembre 2021  |
| 3  | Murmuration           | 30 settembre 2021 | 15 novembre 2021 |
| 4  | L'Enfant Orientation  | 7 ottobre 2021    | 15 novembre 2021 |
| 5  | Melencolia I          | 14 ottobre 2021   | 22 novembre 2021 |
| 6  | Diophantine Pseudonym | 21 ottobre 2021   | 22 novembre 2021 |
| 7  | Noögenesis            | 28 ottobre 2021   | 29 novembre 2021 |
| 8  | Cascade               | 4 novembre 2021   | 29 novembre 2021 |
| 9  | Order Eight           | 11 novembre 2021  | 6 dicembre 2021  |
| 10 | Resonance             | 18 novembre 2021  | 6 dicembre 2021  |